# Ashe jezik
Ashe jezik (ache, ala, koro makama, koron ache, koron ala; ISO 639-3: ahs), jedan od četiri koro jezika, šire skupine plateau, kojim govori 35 000 ljudi (Barrett 1972) u nigerijskoj državi Kaduna.
Srodan mu je Begbere-Ejar [bqv].

## Vanjske poveznice
- Ethnologue (14th)
- Ethnologue (15th)